# Estação Dorsal
A Estação Dorsal é uma das estações do Metrô de Santiago, situada em Santiago, entre a Estação Zapadores e a Estação Einstein. Faz parte da Linha 2.
Foi inaugurada em 21 de dezembro de 2006. Localiza-se no cruzamento da Avenida Recoleta com a Avenida Dorsal. Atende a comuna de Recoleta.